# Шомисе
Шомисе (фр. Chaumussay) је насељено место у Француској у региону Центар, у департману Ендр и Лоара.
По подацима из 2011. године у општини је живело 246 становника, а густина насељености је износила 12,85 становника/km².

## Демографија
| 1962. | 1968. | 1975. | 1982. | 1990. | 1999. | 2011. |
| ----- | ----- | ----- | ----- | ----- | ----- | ----- |
| 509   | 504   | 345   | 300   | 287   | 262   | 246   |